# برد (حالة)

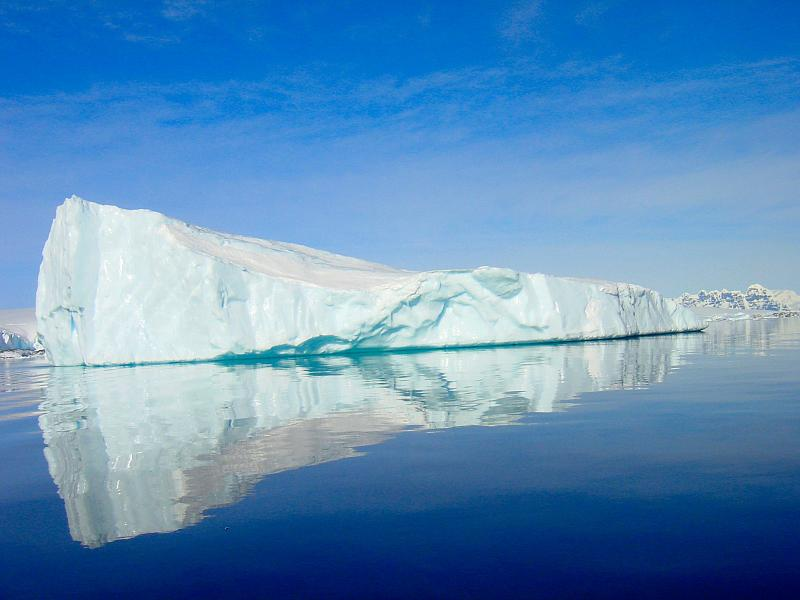
جبل جليدي عائم وهو عادة بارد نسبيا.

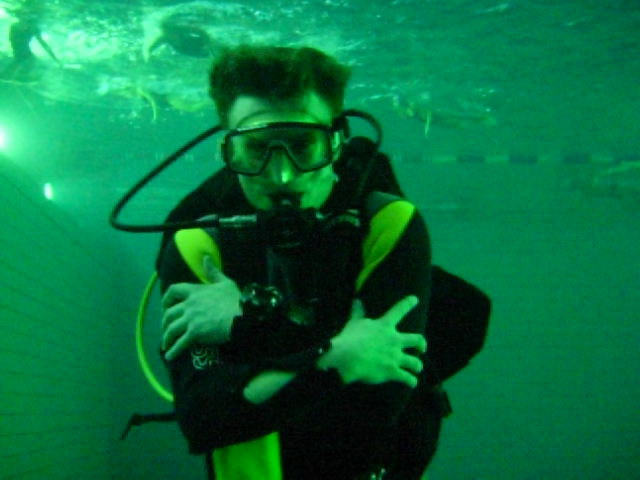
إشارة "البرودة" - غير الرسمية، يتم استخدامها من قبل العديد من مدارس الغوص ويتم نشرها من خلال مواقع الغوص باعتبارها واحدة من أكثر الإشارات الإضافية المفيدة.

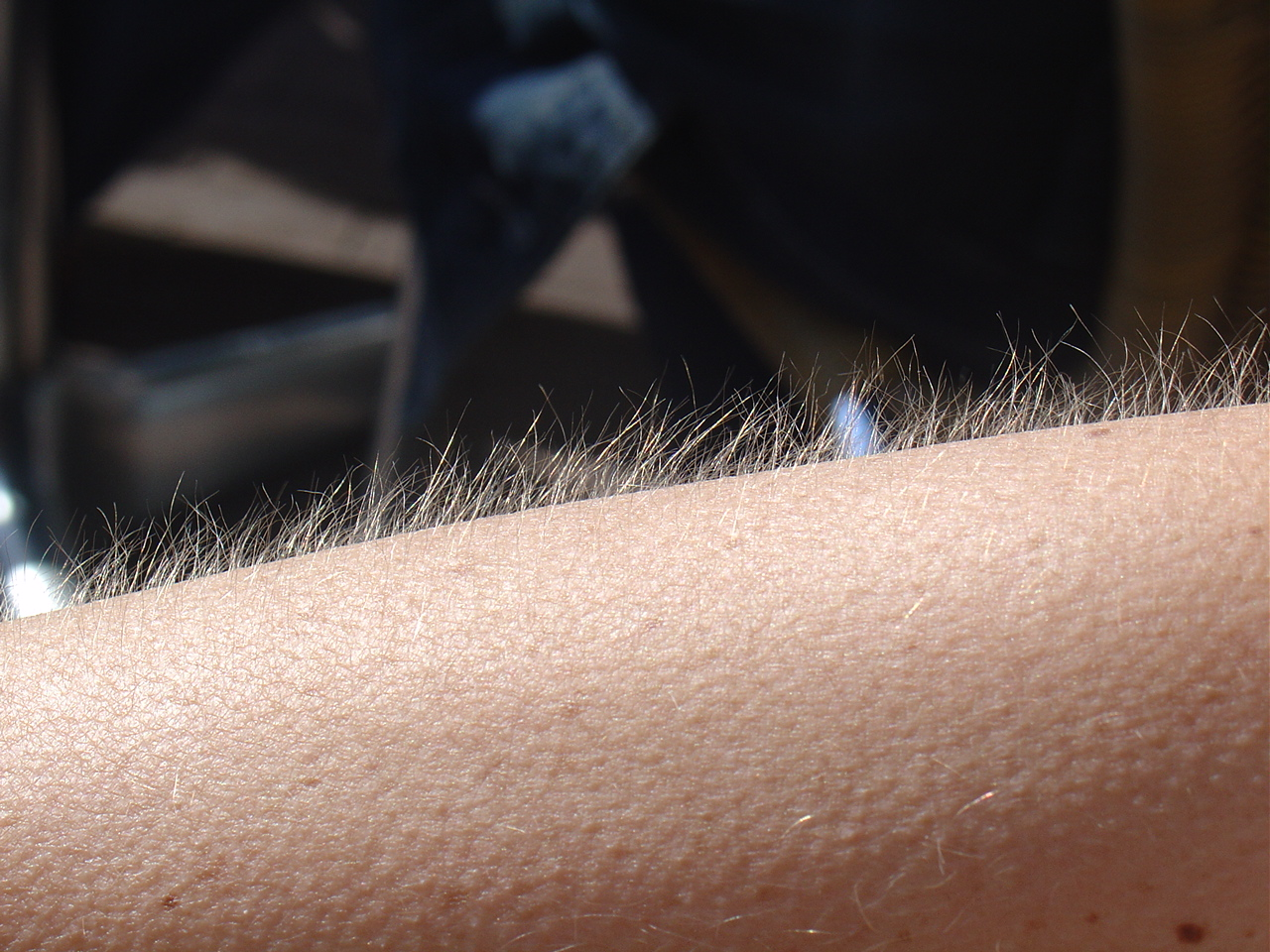
قشعريرة، استجابة فسيولوجية شائعة للبرد، بهدف تقليل فقد حرارة الجسم في البيئة الباردة

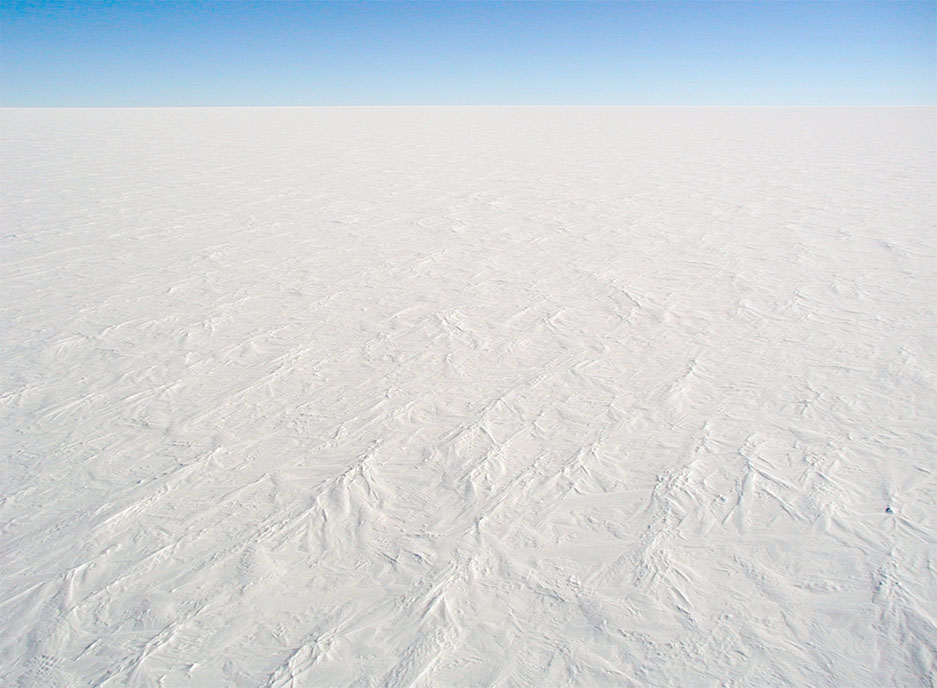
صورة لسطح الثلج في محطة Dome C في أنتاركتيكا

البرد هو حالة أو إدراك حسي ذاتي بوجود درجة حرارة منخفضة أو بغياب الحرارة (السخونة).

## تثليج
يشير التثليج إلى عملية البرودة أو الانخفاض في درجة الحرارة. يمكن تحقيق ذلك عن طريق إزالة الحرارة من النظام، أو تعريض النظام لبيئة ذات درجة حرارة منخفضة.
يستخدم السائل كمادة تبريد لتبريد الأشياء، ومنع تجمده ومنع تآكل الآلات.
التبريد بالهواء هي عملية تبريد جسم بتعريضه للـهواء. لا تعمل هذه الطريقة إلا إذا كانت درجة حرارة الهواء أقل من درجة حرارة الجسم، ويمكن تحسين العملية عن طريق زيادة مساحة السطح، أو زيادة معدل تدفق سائل التبريد، أو تقليل كتلة الجسم.
طريقة أخرى شائعة للتبريد هي تعريض الجسم إلى الجليد، أو الجليد الجاف، أو النيتروجين السائل. هذا يعمل عن طريق التوصيل الحراري؛ حيث تنتقل الحرارة من الجسم الدافئ نسبيًا إلى البارد نسبيًا.
التبريد بالليزر والتبريد بالتبخير المغناطيسي هما تقنيات أخرى مستخدمة للوصول إلى درجات حرارة منخفضة للغاية.

## التاريخ

### التاريخ المبكر
في العصور القديمة، لم يكن يتم استخدام الثلج من أجل حفظ الطعام ولكنه كان يستخدم لتبريد النبيذ وهو ما فعله الرومان أيضًا. وفقًا لـبليني، اخترع الإمبراطور نيرو دلو الثلج لتبريد النبيذ بدلاً من إضافته إلى النبيذ لجعله باردًا لأنه سيخفف منه.
في وقت ما حوالي عام 1700 قبل الميلاد، أنشأ ملك مملكة ماري في شمال غرب العراق «بيتاً ثلجياً» في موقع قريب من العاصمة في ضفاف الفرات. في القرن السابع قبل الميلاد، استخدم الصينيون المثلجات لحفظ الخضروات والفواكه. أثناء حكم أسرة تانغ في الصين (618-907 م) تشير الوثيقة إلى ممارسة استخدام الجليد التي كانت رائجة خلال أسرة تشو الشرقية (770 -256 قبل الميلاد) من قبل 94 عاملاً تم توظيفهم في «خدمة الجليد» لتجميد كل شيء من النبيذ إلى الجثث.
يقول شاختمان أنه في القرن الرابع بعد الميلاد، قدم له شقيق الإمبراطور الياباني نينتوكو هدية من الجليد. كان الإمبراطور سعيدًا جدًا بالهدية لدرجة أنه أطلق على الأول من يونيو «يوم الجليد» وأعطى بشكل احتفالي قوالب الثلج لمسؤوليه.
حتى في العصور القديمة، كما يقول شاختمان: كانت تمارس في مصر والهند التبريد الليلي عن طريق تبخر إشعاع الماء والحرارة، وقدرة الأملاح على خفض درجة حرارة الماء المتجمدة. كانت شعوب روما واليونان القدماء يدركون أن الماء المغلي يبرد أسرع من الماء العادي؛ والسبب في ذلك هو أنه بغليان الماء ثاني أكسيد الكربون والغازات الأخرى التي تمنع التبريد، يتم إزالتها؛ لكن هذه الحقيقة لم تكن معروفة حتى القرن السابع عشر.

### من القرن السابع عشر
يقول شاختمان إن اللورد تشانسلور بيكون، أحد دعاة العلوم التجريبية، حاول في "Navum Organum" الذي نُشر في أواخر عشرينيات القرن الماضي، شرح تجربة التجميد الاصطناعي في كنيسة وستمنستر، على الرغم من أنه لم يكن حاضرًا أثناء العرض (أو بالأحرى روحه)، يقول «النتر شديد البرودة، ومن ثم فإن النتر أو الملح عند إضافته إلى الثلج أو الجليد يزيد من برودة الأخير، ويضيف النتر إلى برده، ولكن الملح عن طريق توفير النشاط للثلج البارد». تمت تجربة هذا التفسير للجوانب المسببة للبرد من النتر (المعروف الآن باسم نترات البوتاسيوم) والملح بعد ذلك من قبل العديد من العلماء.
يقول شاختمان إن الافتقار إلى المعرفة العلمية في الفيزياء والكيمياء هو الذي أعاق التقدم في الاستخدام المفيد للجليد حتى حدوث تغيير جذري في الآراء الدينية في القرن السابع عشر. كسر الحاجز الفكري فرانسيس بيكون وروبرت بويل الذين تبعوه في هذا البحث عن معرفة البرد. قام بويل بتجارب مكثفة خلال القرن السابع عشر في مجال البرد، وكان بحثه عن الضغط والحجم هو رائد البحث في مجال البرد خلال القرن التاسع عشر. وشرح نهجه على أنه «تحديد بيكون للحرارة والبرودة على أنهما اليد اليمنى واليسرى للطبيعة». دحض بويل أيضًا بعض النظريات التي طرحها أرسطو حول البرد من خلال تجربة انتقال البرد من مادة إلى أخرى. لقد أثبت أن الماء لم يكن المصدر الوحيد للبرودة ولكن الذهب والفضة والكريستال، الذي لا يحتوي على محتوى مائي، يمكن أن يتغير أيضًا إلى حالة البرودة الشديدة.

### القرن التاسع عشر

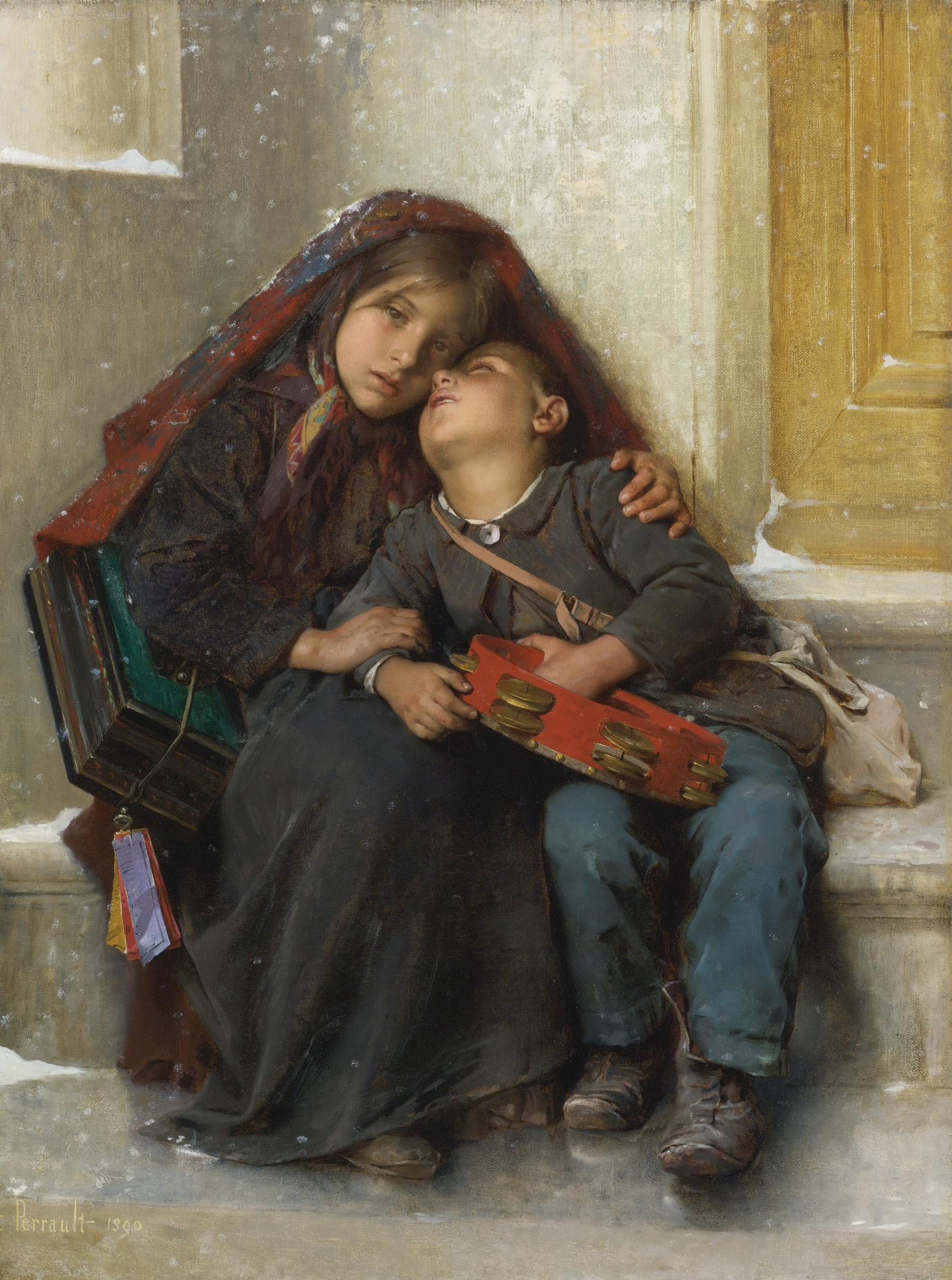
خارجاً في البرد، ليون بازيل بيرولت

في الولايات المتحدة من حوالي عام 1850 حتى نهاية القرن التاسع عشر كان تصدير الجليد في المرتبة الثانية بعد القطن. تم تطوير أول صندوق ثلج من قبل توماس مور، مزارع من ماريلاند في عام 1810 لنقل الزبدة في حوض خشبي بيضاوي الشكل. تم تزويد الحوض ببطانة معدنية من الداخل ومحاطة بعبوة من الثلج. تم استخدام جلد الأرانب كعازل. طور مور أيضًا صندوق ثلج للاستخدام المنزلي مع الحاوية المبنية على مساحة 6 قدم مكعب (0.17 م3) والتي كانت مليئة بالثلج. في عام 1825، اخترع ناثانيال جيه ويث طريقة حصاد الجليد باستخدام آلة قطع الثلج التي تجرها الخيول. كانت كتل الثلج ذات الحجم الموحد طريقة رخيصة لحفظ الطعام كانت تمارس على نطاق واسع في الولايات المتحدة. كما تم تطوير جهاز يعمل بالبخار في عام 1855 لنقل 600 طن من الجليد في الساعة. تبع ذلك المزيد من الابتكارات. تم اختراع الأجهزة التي تستخدم الهواء المضغوط كمبردات.

### القرن العشرين
كانت الثلاجة تستخدم على نطاق واسع من منتصف القرن التاسع عشر إلى الثلاثينيات، عندما تم إدخال الثلاجة إلى المنزل. تم حصاد معظم الجليد المستهلك على مستوى البلديات في فصل الشتاء من المناطق المليئة بالثلوج أو البحيرات المتجمدة، وتخزينها في بيوت الجليد، وتم تسليمها محليًا حيث أصبحت صناديق الثلج أكثر شيوعًا.
في عام 1913، تم اختراع ثلاجات للاستخدام المنزلي. في عام 1923، قدمت فريجيدير أول وحدة قائمة بذاتها. أدى إدخال الفريون في عشرينيات القرن الماضي إلى توسيع سوق الثلاجات خلال الثلاثينيات.

## التأثيرات الفسيولوجية
البرد له العديد من التأثيرات الفسيولوجية والباثولوجية على جسم الإنسان، وكذلك على الكائنات الحية الأخرى. قد تعزز البيئات الباردة بعض سمات النفسية، بالإضافة إلى أن لها تأثيرات مباشرة على القدرة على الحركة. الإرتجاف هي واحدة من أولى الاستجابات الفسيولوجية للبرد. قد تؤدي درجات الحرارة شديدة البرودة إلى قضمة الصقيع وتعفن الدم وانخفاض حرارة الجسم، مما قد يؤدي بدوره إلى الوفاة.

## معرض الصور

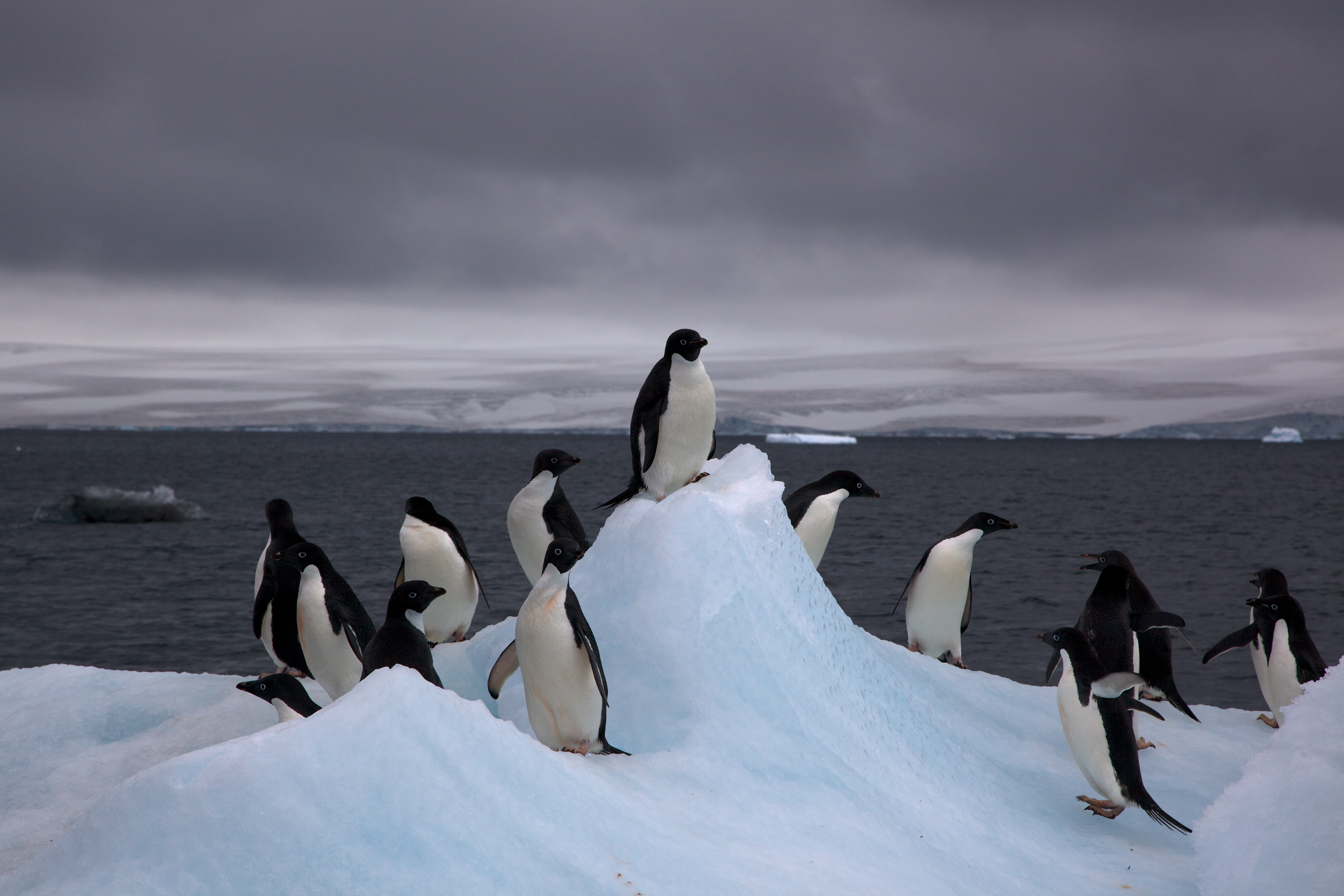
أنتركتيكا
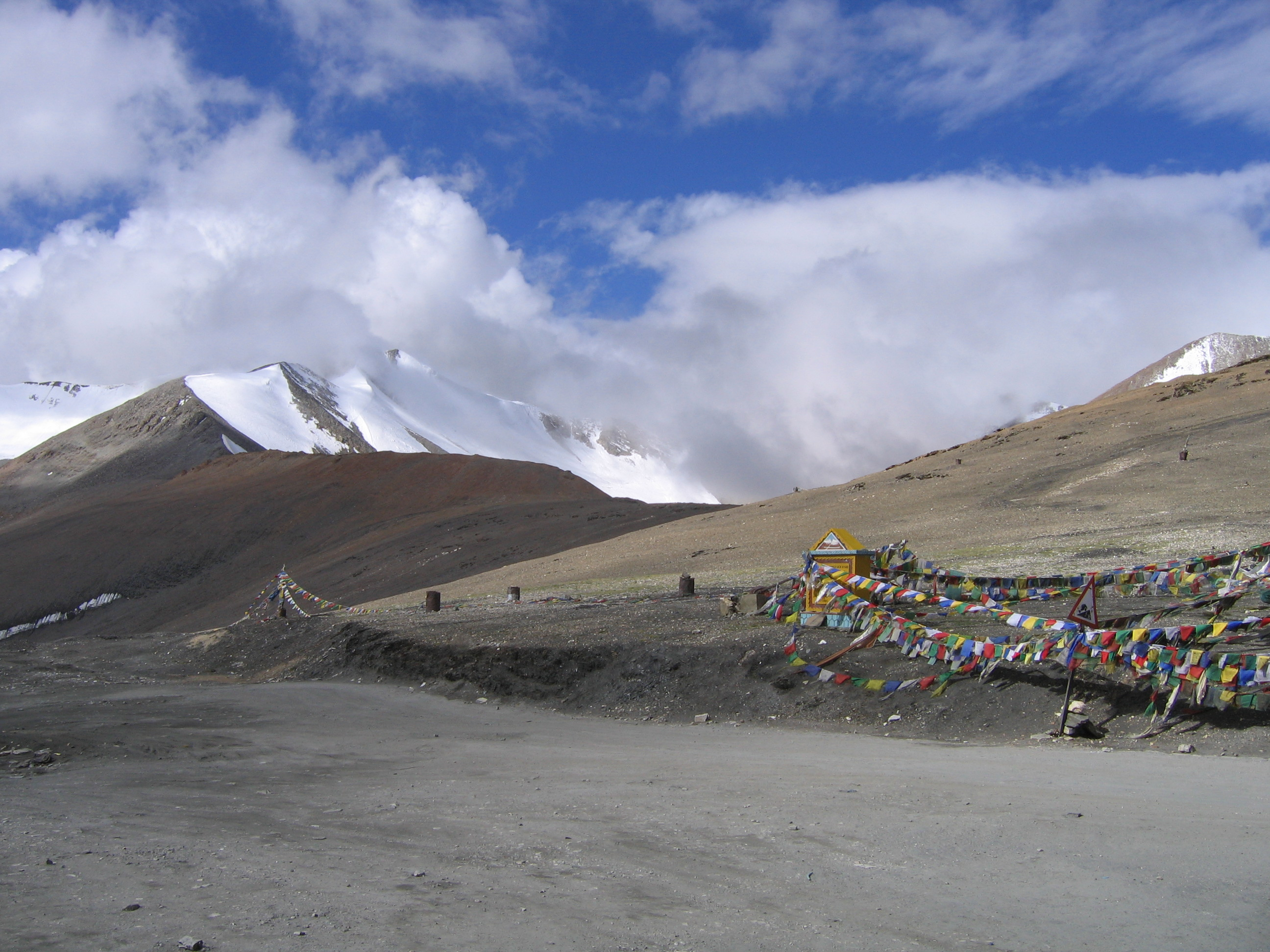
صحراء جبال الهيمالايا الباردة في لداخ
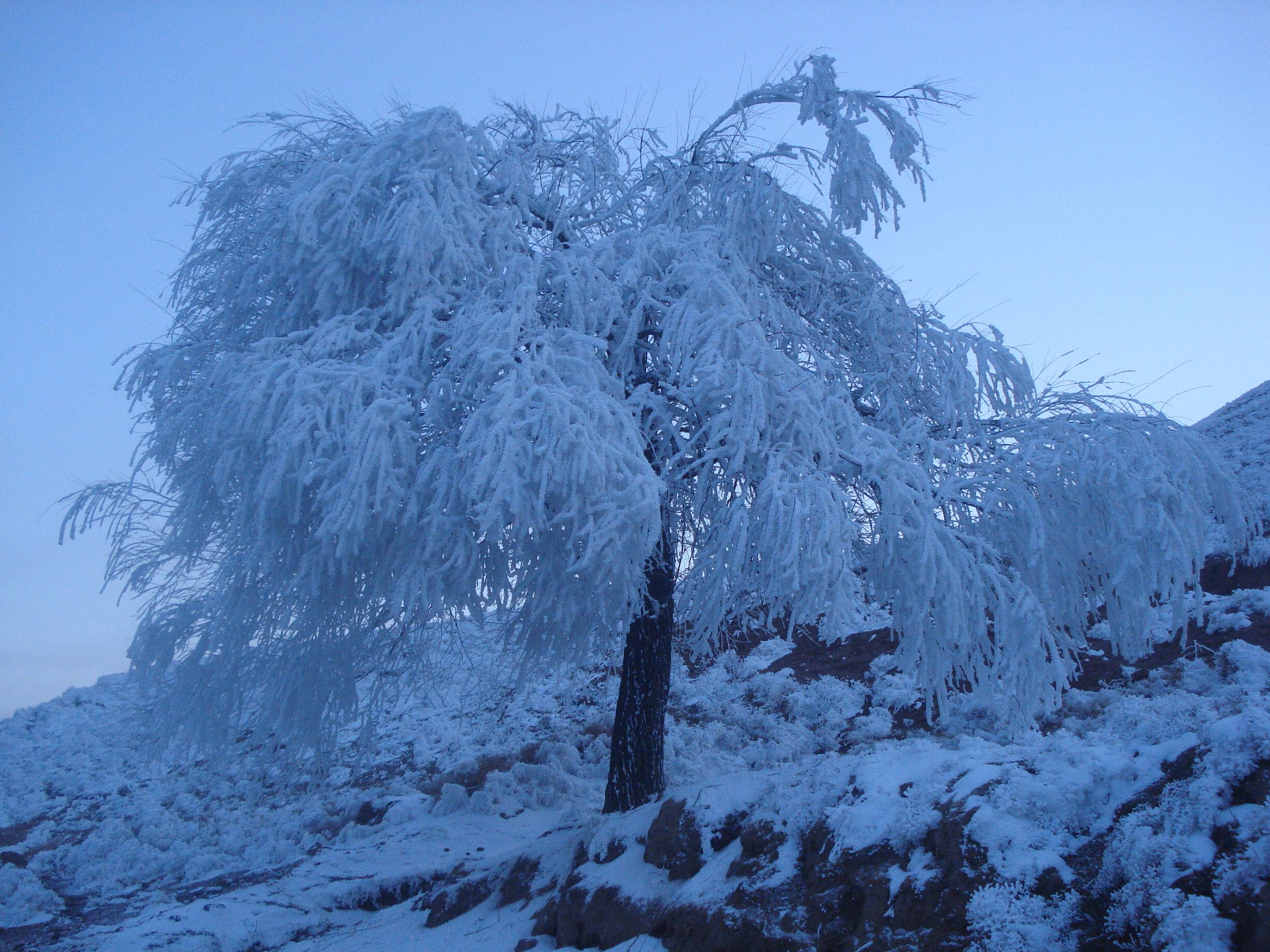
شجرة مجمدة
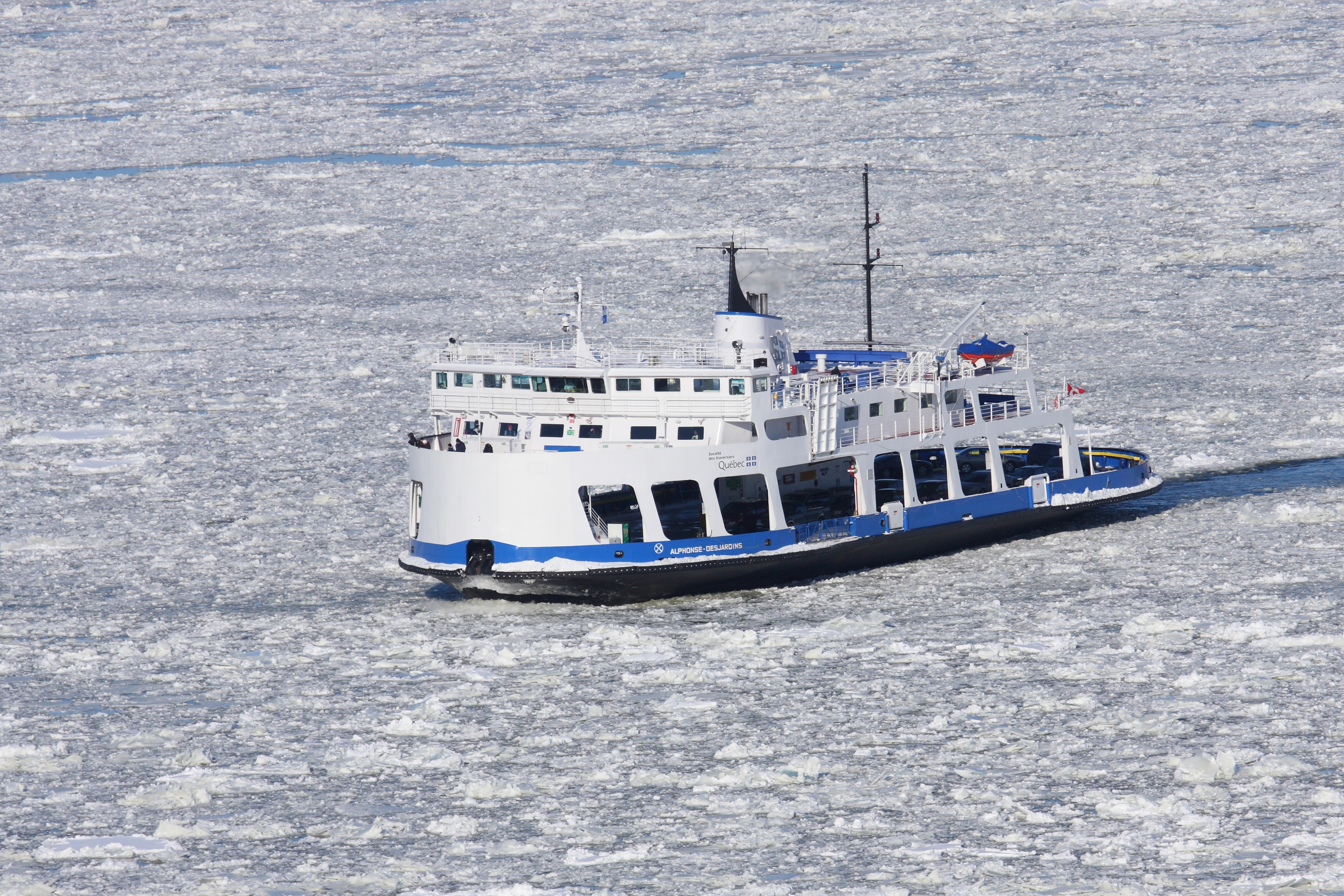
نهر سانت لورانس المتجمد
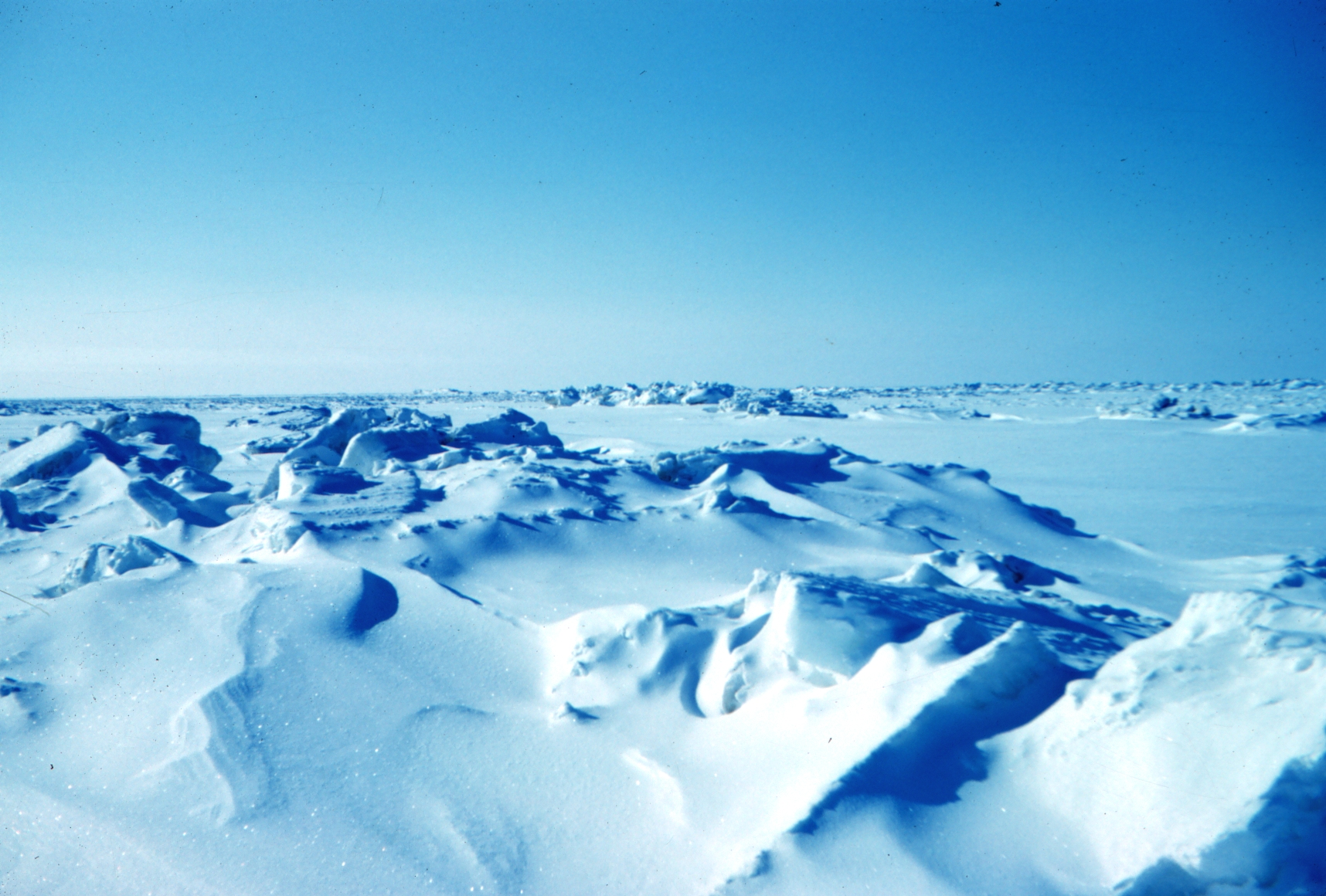
جليد البحر الشتوي
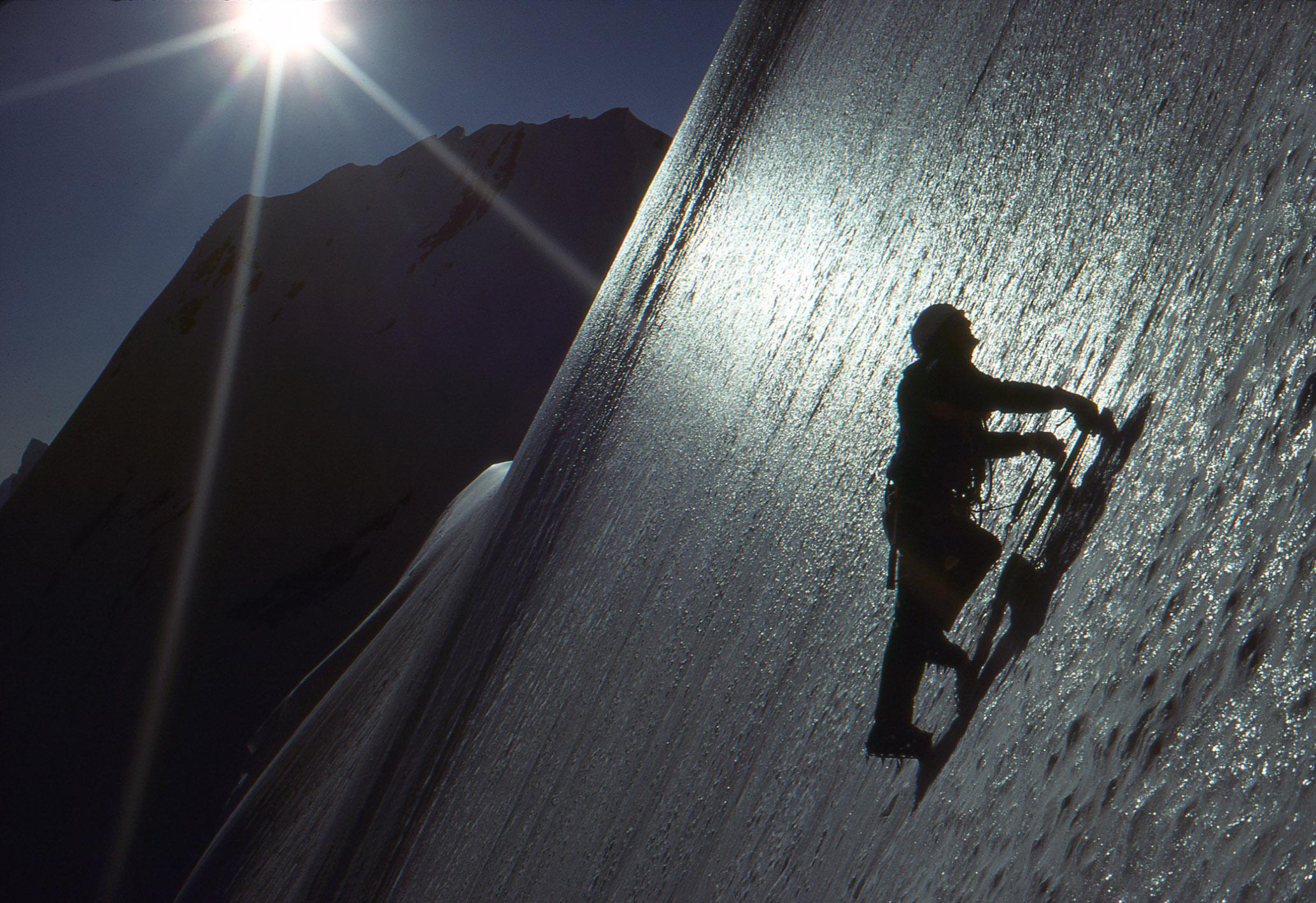
تسلق الجليد